# Morenchies
Morenchies is een plaats in het Franse Noorderdepartement. Het ligt in de gemeente Cambrai en was vroeger een zelfstandig gemeente. Morenchies ligt aan de Schelde, twee kilometer ten noordoosten van het stadscentrum van Cambrai.

## Geschiedenis
Oude vermeldingen van de plaats gaan terug tot 1064 als Morenceis en 1260 als Morenchies.
Bij de creatie van de gemeenten na de Franse Revolutie werd Morenchies een gemeente. De gemeente bleef zelfstandig tot februari 1971, toen die werd aangehecht bij de stad Cambrai.

## Bezienswaardigheden
- Het Château de Morenchies
- Het Château de la Motte-Saint-Pierre of de la Motte Fénelon, uit 1850